# Renault Wind
Renault Wind — компактний родстер французького автовиробника Renault.

## Опис

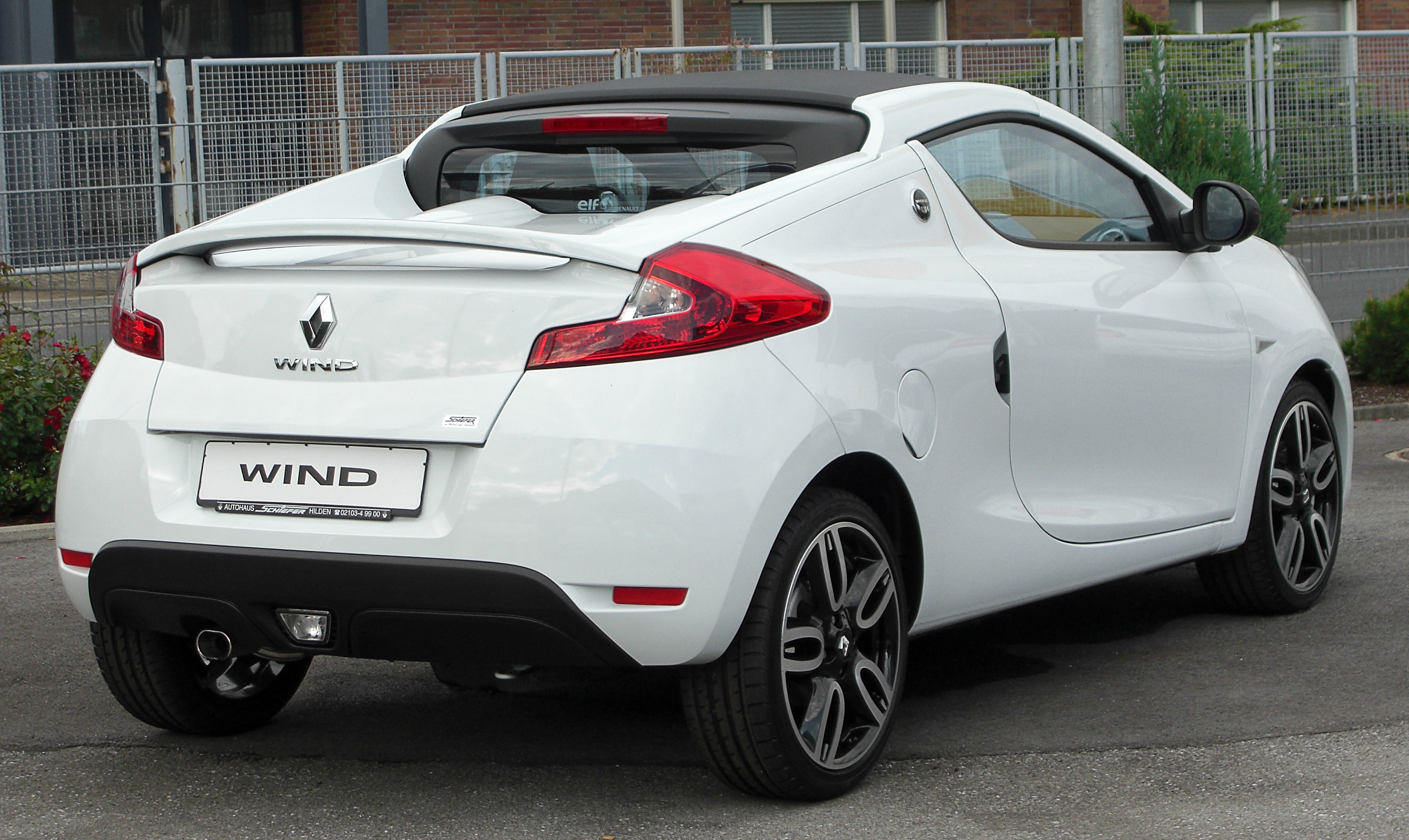
Renault Wind

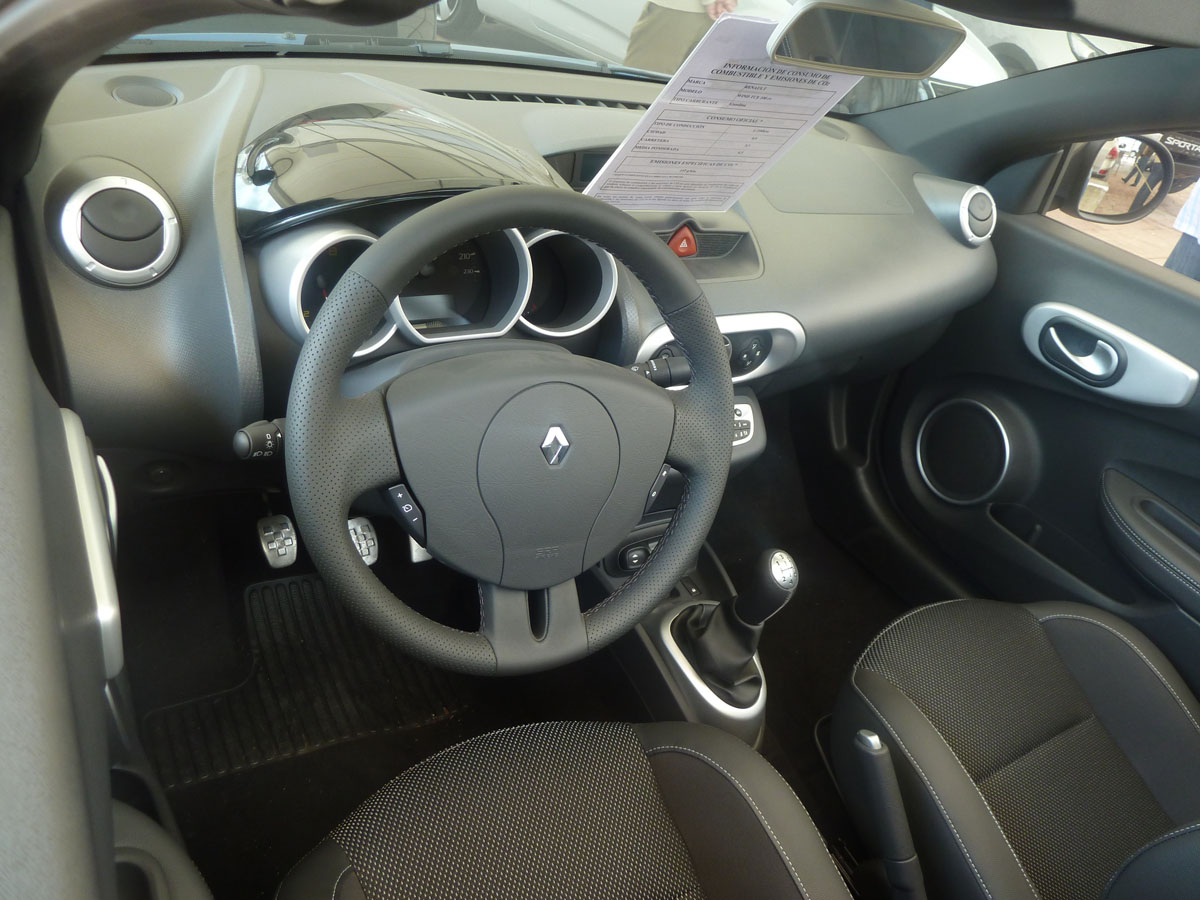

Вперше був показаний в 2004 році як концепт-кар на Паризькому автосалоні.
2 лютого 2010 року Renault оголосили про те, що Wind надійде в продаж. Готовий продукт був представлений на Женевському автосалоні 2 березня того ж року. Він, на відміну від концепту, виявився двомісним.
Незважаючи на те, що Велика Британія є одним з основних покупців марки Renault, Wind, як і Renault Laguna, Renault Espace, Renault Kangoo і Renault Modus, там не продається; компанія зробила це для того, щоб скоротити свої витрати і допомогти отримати прибуток. Ця зміна набула чинності в лютому 2012 року. Laguna, Espace, Kangoo, Modus і Wind як і раніше доступні в Європі.
Представлений автомобіль у двох комплектаціях: Dynamique та Dynamique S. Окремо пропонується обмежена серія Collection. 
До переліку стандартного оснащення моделі Dynamique увійшли: бортовий комп’ютер, сидіння з додатковою бічною підтримкою та інтегрованими підголівниками, 16-дюймові литі диски коліс, кондиціонер, круїз-контроль, передні протитуманні фари, CD стереосистема з додатковим входом, електронний контроль стабільності, функція дистанційного закривання дверей та комплект інструментів для накачування шин. 
Модель Dynamique S додасть: 17-дюймові литі диски коліс, автоматичні фари і склоочисники, клімат-контроль та стереосистему з Bluetooth сполученням. За безпеку у моделі Dynamique відповідають: антиблокувальна гальмівна система з функцією розподілу гальмівних зусиль, передні/бічні подушки водія і пасажира та система допомоги при екстреному гальмуванні. 
Обмежена серія Collection, представлена у кількості 200 екземплярів, отримала: шкіряну обшивку, підігрів сидінь, чорний відкидний дах, червоні та хромовані вставки приладової панелі, шкіряне спортивне рульове колесо і важіль перемикання передач, алюмінієві педалі, електропривод бічних дзеркал, червоні дверні ручки та обшивку стелі з хромовим ефектом.

## Двигуни
- 1.2 л D4FT turbo I4 102 к.с.
- 1.6 л K4M-RS I4 133 к.с.